# Acanthodelta joiceyi
Acanthodelta joiceyi är en fjärilsart som beskrevs av Louis Beethoven Prout 1921. Acanthodelta joiceyi ingår i släktet Acanthodelta och familjen nattflyn. Inga underarter finns listade i Catalogue of Life.